# Zimmern ob Rottweil
Zimmern ob Rottweil là một thị xã nằm ở huyện Rottweil, thuộc bang Baden-Württemberg, Đức.